# Doverlândia
Doverlândia est une municipalité brésilienne de l'État de Goiás et la microrégion du Sud-Ouest de Goiás.